# Resolució 2318 del Consell de Seguretat de les Nacions Unides
La Resolució 2318 del Consell de Seguretat de les Nacions Unides fou adoptada per unanimitat el 15 de novembre de 2016. El Consell va estendre el mandat de la Força Provisional de Seguretat de les Nacions Unides per a Abyei (UNISFA) durant mig any fins al 15 de maig de 2017.

## Contingut
El Consell va encoratjar al Sudan i a Sudan del Sud a millorar les seves relacions bilaterals i va demanar mesures per augmentar la confiança dels grups de població d'Abyei. Era important que organitzacions com el Mecanisme de Vigilància de Fronteres Conjuntades i el Comitè de Demarcació Fronterera Conjuntes continuessin reunint-se regularment i seguissin supervisant la Zona de Fronteres Demilitaritzades Segures, inclosa la zona de 14 Milles. Tanmateix, continuava retardant-se l'establiment d'una força governamental i policial a Abyei i un acord sobre l'estatut final de la regió. Les tensions intracomunitàries a la zona es mantenien fortes.